# Cetopsidium minutum
Cetopsidium minutum és una espècie de peix de la família dels cetòpsids i de l'ordre dels siluriformes.

## Morfologia
- Els mascles poden assolir 4,9 cm de longitud total.
- Nombre de vèrtebres: 39-40.[2][3]

## Hàbitat
És un peix d'aigua dolça i de clima tropical.

## Distribució geogràfica
Es troba al nord de Sud-amèrica: rius costaners entre els rius Amazones i Orinoco.